# معدن (بافت)
معدن یک روستا در ایران است که در دهستان خبر شهرستان بافت واقع شده‌است. معدن ۲۲ نفر جمعیت دارد.